# Вацьмеж
Вацьмеж (пол. Waćmierz, нім. Groß Watzmiers) — село в Польщі, у гміні Субкови Тчевського повіту Поморського воєводства.
Населення — 263 особи (2011).
У 1975-1998 роках село належало до Гданського воєводства.

## Демографія
Демографічна структура станом на 31 березня 2011 року:
|          | Загалом | Допрацездатний вік | Працездатний вік | Постпрацездатний вік |
| -------- | ------- | ------------------ | ---------------- | -------------------- |
| Чоловіки | 139     | 37                 | 88               | 14                   |
| Жінки    | 124     | 27                 | 77               | 20                   |
| Разом    | 263     | 64                 | 165              | 34                   |